# Pharmacis aemilianus
Pharmacis aemilianus is een vlinder uit de familie van de wortelboorders (Hepialidae). De wetenschappelijke naam van de soort is voor het eerst geldig gepubliceerd door Costantini in 1911.
De soort komt voor in Europa.